# Biểu diễn dữ liệu

Thông tin và dữ liệu mà con người hiểu được tồn tại dưới nhiều dạng khác nhau, ví dụ như các số, các ký tự văn bản, âm thanh, hình ảnh... nhưng trong máy tính mọi thông tin và dữ liệu được biểu diễn bằng số nhị phân (chuỗi bit).

## Nguyên tắc chung
Để đưa dữ liệu vào cho máy tính, cần phải mã hóa nó về dạng nhị phân. Với các kiểu dữ liệu khác nhau cần có cách mã hóa khác nhau. Cụ thể:
- Các dữ liệu dạng số (số nguyên hay số thực) sẽ được chuyển đổi trực tiếp thành các chuỗi nhị phân theo các chuẩn xác định.
- Các ký tự được mã hóa theo một bộ mã cụ thể, có nghĩa là mỗi ký tự sẽ tương ứng với một chuỗi số nhị phân.
- Các dữ liệu phi số khác như âm thanh, hình ảnh và nhiều đại lượng vật lý khác muốn đưa vào máy tinh phải số hóa (digitalizing)

## Phân loại và biểu diễn
Tuy nhiên, mọi dữ liệu trong máy tính đều ở dạng nhị phân, song do bản chất của dữ liệu, người ta thường phân dữ liệu thành 2 dạng: 
- Dạng cơ bản: gồm dạng số (số nguyên hay số thực) và dạng ký tự.

Số nguyên không dấu được biểu diễn theo dạng nhị phân thông thường.
Số nguyên có dấu theo mã bù hai
Số thực theo dạng dấu phẩy động.
Để biểu diễn một dữ liệu cơ bản, người ta sử dụng một số bit. Các bit này ghép lại với nhau để tạo thành từ: từ 8 bit, từ 16 bit...
- Dạng có cấu trúc:

Trên cơ sở dữ liệu cơ bản, trong máy tính, người ta xây dựng nên các dữ liệu có cấu trúc phục vụ cho các mục đích sử dụng khác nhau.
Tùy theo cách "ghép" chúng ta có mảng, tập hợp, xâu (chuỗi), bản ghi...